# Siódmy pokój
Siódmy pokój (węg. A hetedik szoba) – węgiersko-włosko-francusko-polski film biograficzny z 1996 roku w reżyserii Mártę Mészáros. Film opowiada o życiu świętej Edyty Stein, przedstawiając kilka kluczowych wydarzeń z jej życia. Jednocześnie autorka filmu zastrzega, że jej dzieło to tylko próba interpretacja życia późniejszej świętej, a widzów zaprasza do własnych refleksji.
Tytułowy siódmy pokój to ostatni etap mistycznej drogi według dzieła Twierdza wewnętrzna św. Teresy Wielkiej, które dla Edyty było jedną z najważniejszych książek o duchowości chrześcijańskiej.

## Obsada
- Maia Morgenstern – Edith Stein
- Elide Melli – Rosa
- Jan Nowicki – prof. Franz Heller
- Anna Polony – siostra Giuseppa, matka przełożona w karmelu w Niemczech
- Łukasz Nowicki – student
- Adriana Asti – Augusta
- Jerzy Radziwiłowicz – Hans, miłość Edith
- Ewa Telega – zakonnica

i inni.